# 鈴木浩平 (工学者)
鈴木 浩平（すずき こうへい、1942年 - ） は、日本の機械工学者。東京都立大学名誉教授。元日本地震工学会会長。元日本クレーン協会会長。

## 人物・経歴
東京生まれ。1966年北海道大学工学部機械工学科卒業。東京大学生産技術研究所を経て、1974年東京都立大学工学部着任。1985年東京都立大学工学部教授。1991年日本機械学会機械力学・計測制御部門長。1996年日本機械学会部門功績賞（機械力学・計測制御部門）、アメリカ機械学会圧力容器配管部門賞（最優秀セッション賞）受賞。1997年日本機械学会創立100周年記念功労賞受賞。1999年日本機械学会賞（論文賞）、日本機械学会国際賞（機械力学・計測制御部門）受賞。2002年神奈川県知事表彰受賞。2004年日本機械学会関東支部長。2008年日本地震工学会会長。元日本クレーン協会会長。2021年瑞宝中綬章受章。

## 著書
- 『工業力学』（宮川松男と共著）朝倉書店 1977年
- 『機械力学』（曽我部潔, 下坂陽男と共著）実教出版 1984年
- 『機械工学のための振動・音響学』（共著）サイエンス社 1989年
- 『ポイントを学ぶ振動工学』（編著）丸善 1993年
- 『例題で学ぶ振動工学』（編）丸善 1994年
- 『振動を制する : ダンピングの技術』オーム社 1997年
- 『ポイントを学ぶ工業力学』（真鍋健一と共編著）丸善 2000年
- 『振動の工学』丸善 2004年
- 『振動する世界 : 地球も心臓もゆれている』ナツメ社 2009年